# Aldona minima
Aldona minima är en svampart som beskrevs av E. Müll. & B.V. Patil 1973. Aldona minima ingår i släktet Aldona och familjen Parmulariaceae.   Inga underarter finns listade i Catalogue of Life.